# Skitter on Take-Off
Skitter on Take-Off je poslední studiové album amerického zpěvák a kytaristy Vice Chesnutta. Vydáno bylo 6. října 2009 společností Vapor Records. Jeho producenty byli Jonathan Richman a Tommy Larkins, kteří na desce Chesnutta rovněž doprovázeli hudebně. Autorem kresby na obalu alba je sám Chesnutt.

## Seznam skladeb
1. Feast in the Time of Plague – 3:53
2. Unpacking My Suitcase – 3:20
3. Dimples – 4:09
4. Rips in the Fabric – 6:00
5. Society Sue – 2:51
6. My New Life – 4:11
7. Dick Cheney – 3:18
8. Worst Friend – 7:46
9. Sewing Machine – 4:01

## Obsazení
- Vic Chesnutt – zpěv, kytara
- Tommy Larkins – bicí
- Jonathan Richman – kytara, harmonium